# Gnathophausia elegans
Gnathophausia elegans är en kräftdjursart. Gnathophausia elegans ingår i släktet Gnathophausia och familjen Lophogastridae. Inga underarter finns listade i Catalogue of Life.